# ディミトリー・ホロストフスキー
ディミトリー・アレクサンドロヴィチ・ホロストフスキー（Дмитрий Александрович Хворостовский, Dmitri Hvorostovsky, 1962年10月16日 - 2017年11月22日）は、ロシア、クラスノヤルスク市出身のバリトンオペラ歌手・声楽家。フォロストフスキー、フヴォロストフスキーとも呼ばれる。

## 概要
クラスノヤルスク芸術学校に学び、クラスノヤルスク・オペラ・ハウスで『リゴレット』のマルッロの役でデビュー。1987年のグリンカ・コンクールと1988年のトゥールーズ国際声楽コンクールで第一席を勝ち取った。1989年、BBCカーディフ国際声楽コンクールで優勝をかけてブリン・ターフェルとの争いになり、勝利を収め国際的な名声を博すようになる。その後すぐにリサイタルを開始し、1989年ロンドンで、1990年ニューヨークでデビューした。
西側でのオペラデビューは1989年ニースオペラ劇場でのチャイコフスキーの『スペードの女王』。イタリアでのオペラデビューはフェニーチェ劇場でのチャイコフスキーの『エフゲニー・オネーギン』で、アメリカでのオペラデビューはシカゴ・リリック・オペラの『椿姫』であった。
ホロストフスキーは世界の主要なオペラハウスで演じ、その中にはメトロポリタン歌劇場（1995年デビュー）、コヴェント・ガーデンのロイヤル・オペラ・ハウス、ベルリン国立歌劇場、スカラ座、ウィーン国立歌劇場が含まれる。当たり役は『エフゲニー・オネーギン』のオネーギン役で、ニューヨーク・タイムズ紙は「彼はこの役を演じるために生まれてきた」と評した。
愛称はディーマ（Dima）で、筋肉質の堂々たる体格、輝かしい銀髪、端正な顔立ちでオペラ歌手の中でも目立った存在であり、その歌唱力と合わせてオペラ界のトップスターの一人であった。
脳腫瘍を患い闘病生活を送っていたが、2017年11月22日にロンドンにて55歳で死去した。